# Jan Tadeusz Gromnicki
Jan Tadeusz Gromnicki herbu Prawdzic (ur. w 1775, zm. 18 maja 1833) – podczaszy bracławski, marszałek pow. trembowelskiego, członek Stanów Galicyjskich, ziemianin.

## Życiorys
Jan Tadeusz Gromnicki urodził się w 1775 jako syn Józefa Antoniego, vicesgerenta grodzkiego lwowskiego, dziedzica dóbr Laskowiec, Łowczyc, Baczowa i in. oraz Franciszki z Sasuliczów, łowczanki słonimskiej. Był dziedzicem rodzinnych majątków: Laskowce, Łowczyce, Kijowiec, Derzów, Podusilny, Baczów. 21 marca 1808 w Kopyczyńcach poślubił Julię hr. Dzieduszycką h. Sas, dziedziczkę dóbr Jabłonów i Suchostaw, damę orderu Krzyża Gwiaździstego, córkę Waleriana hr. Dzieduszyckiego i Józefy z Ponińskich h. Łodzia. Brat Jana, Tadeusz Andrzej Gromnicki, dziedzic dóbr Skoryki, ożenił się ze starszą siostrą Julii - Anielą Dzieduszycką.  
Jan Gromnicki gospodarował w odziedziczonych majątkach, udzielając się również społecznie jako podczaszy bracławski, marszałek powiatu trembowelskiego (1809-1815), oraz członek Stanów Galicyjskich. 
Z Julią miał pięcioro dzieci:
- Julię Gromnicką, która wyszła za Józefa hr. Starzeńskiego h. Lis, syna Leopolda i Marii Tekli z Czosnowskich h. Pierzchała. Mieli jednego syna, Leopolda Eugeniusza, pisarza dramatycznego;
- Konstantego Gromnickiego;
- Maurycego Gromnickiego, dziedzica Bakowiec;
- Franciszkę Gromnicką, damę orderu Krzyża Gwiaździstego[3], która wyszła za Karola hr. Łosia h. Dąbrowa, członka Stanów Galicyjskich, podporucznika armii Królestwa Polskiego, syna Franciszka i Rozalii z Brześciańskich. Miała z nim sześcioro dzieci, w tym Bronisława Łosia;
- Józefa Gromnickiego, dziedzica dóbr Laskowiec.